# Koolhoven F.K.45
Il Koolhoven F.K.45 fu un aeroplano monomotore da turismo biplano sviluppato dall'azienda aeronautica olandese Koolhoven negli anni trenta del XX secolo, e rimasto allo stadio di prototipo.

## Storia del progetto
L'F.K.45 fu specificamente costruito dalla Koolhoven, su progetto dell'ingegnere Frederick Koolhoven, dietro richiesta del pilota collaudatore della Nieuport-Delage René Paulhan. Il velivolo doveva essere in grado di effettuare tutte le possibili acrobazie aeree, e sopportare un carico di 10 g.
Il prototipo, costruito insieme al modello F.K.44, andò in volo per la prima volta a metà dell'agosto 1931 nelle mani del collaudatore Hein Schmidt Crans. Il 20 settembre Schmidt Crans presentò il nuovo velivolo durante una manifestazione aerea davanti a un folto pubblico. Ricevute alcune modifiche, nel mese di dicembre iniziarono i collaudi ufficiali di aeronavigabilità presso la RSL, al termine dei quali fu rilasciato il relativo certificato e il velivolo fu immatricolato PH-AIF in data 12 febbraio 1932.

## Descrizione tecnica
Aereo da acrobazia, biplano, monomotore, monoposto, di costruzione mista in legno e metallo. La configurazione alare biplana prevedeva due piani alari di uguale apertura, dotati di corda costante e angolo di calettamento positivo, collegati tra loro con quattro coppie di montanti a N, rinforzati da cavi d'acciaio. L'ala superiore, montata alta a parasole, aveva un taglio arrotondato sul bordo posteriore al fine di consentire una migliore visibilità verso l'alto da parte del pilota, mentre quella inferiore si trovava bassa sulla fusoliera. Gli alettoni erano montati su entrambe le ali.
L'impennaggio di coda era del tipo classico monoderiva, dotato di piani orizzontali controventati.
Il carrello d'atterraggio era un triciclo classico a V, fisso, dotato anteriormente di gambe di forza ammortizzate ed integrato posteriormente da un ruotino di coda.
L'aereo era monoposto dotato di una cabina di pilotaggio aperta, posizionata dietro il bordo di uscita dell'ala inferiore, al fine di aumentare la visibilità verso il basso.
La propulsione era affidata ad un motore in linea Cirrus Hermes IIB, a 4 cilindri invertiti  raffreddati ad aria, erogante la potenza di 115 hp (86 kW) ed azionante un'elica bipala.

## Impiego operativo
Il 9 marzo Paulhan si recò a Waalhaven per ritirare il velivolo, che avrebbe dovuto presentare durante una grande manifestazione aerea sull'aeroporto di Le Bourget, a Parigi. Tale presenza venne annullata all'ultimo momento, e l'aereo venne trasferito a Villacoublay per essere sottoposto ad alcuni test da parte dell'Armée de l'air. Nel settembre successivo il velivolo rimase danneggiato. Dopo le opportune riparazioni Paulhan lasciò Parigi, e il 24 aprile 1934 l'aereo ricevette la matricola civile francese F-AMXT.
Negli anni successivi l'F.K.45 prese parte ad alcune manifestazioni aeree. Il 20 luglio 1936 Paulhan vendette il velivolo ad un privato, A. Fremont di Neuilly-sur-Seine; l'aereo ebbe poi altri proprietari. Nel 1938, dopo un'accurata ispezione da parte del Bureau Veritas, quando aveva totalizzato 50 ore di volo, l'aereo venne radiato.

### Annotazioni
1. ↑  Il padre di Paulhan, Louis, che all'epoca volava sul NiD.481, era diventato amico di Koolhoven.
2. ↑  Pur essendo il pilota collaudatore ufficiale della ditta, Schmidt Crans veniva assunto di volta in volta solo per il collaudo dell'aereo.
3. ↑  Si trattava di Fernand Malinvaud di Limoges  e Andre Bailly di Paris/Buc.

### Fonti
1. 1 2 3 4 5 6 7 8 9 10  Wesselink, Postma 1982, p. 80.
2. ↑  Уголок неба.
3. 1 2 3 4 5  Den Ouden.
4. 1 2 3 4 5 6 7 8 9 10  It AvOliT.